# Mâäk
Mâäk (tot 2010 Mâäk's spirit) is een Belgisch-Franse band die avant-gardistische jazzimprovisaties speelt. 
De band begon in de jaren 90 als kwartet. De vreemde naam is afkomstig van een kreet die trompettist Laurent Blondiau regelmatig gebruikte om zijn collega's aan te sporen. 
Na het debuutalbum 'Lives' begon de band meer projectmatig te werken. Opvolger 'Le Nom du Vent' is het resultaat van een verblijf in Marokko, Stroke vertrekt vanuit de ervaringen in Johannesburg en bevat spoken word bijdragen van de Zuid-Afrikaanse dichters Kgafela oa Magogodi en Samantha7. 
In 2010 trokken de muzikanten naar Abomey in Benin om de Anagoko-familie te ontmoeten, bekend als percussie-muzikanten. Deze ontmoeting leidde tot het project 'KOJO' dat door België en Afrika tourde.  
In nadere projecten werkte de band samen met onder meer Nico Roig, Joao Lobo, Claude Tchamitchian, Tamas Sandor Geroly, Gado Gabor of Giovanni Di Domenico. 
In het 'Electro Project' wordt dan weer samengewerkt met hedendaagse dansers.

## Kernleden
Deband kende verschillende bezettingswissel, anno 2017 zijn de kernleden Laurent Blondiau (Trompet), 
Guillaume Orti (Altsax), Jeroen van Herzeele (Sax), Michel Massot (Tuba, Trombone) en João Lobo (Drums).

## Discografie
- 1999 Lives
- 2002 Le nom du vent
- 2004 Al Majmaâ
- 2006 5
- 2008 Stroke
- 2013 Buenaventura
- 2014 Nine
- 2015 MikMääk